# Voor de wind

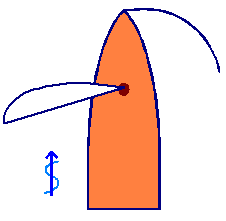
Voordewindse koers met zeil over bakboord

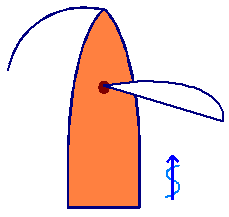
Voordewindse koers met zeil over stuurboord

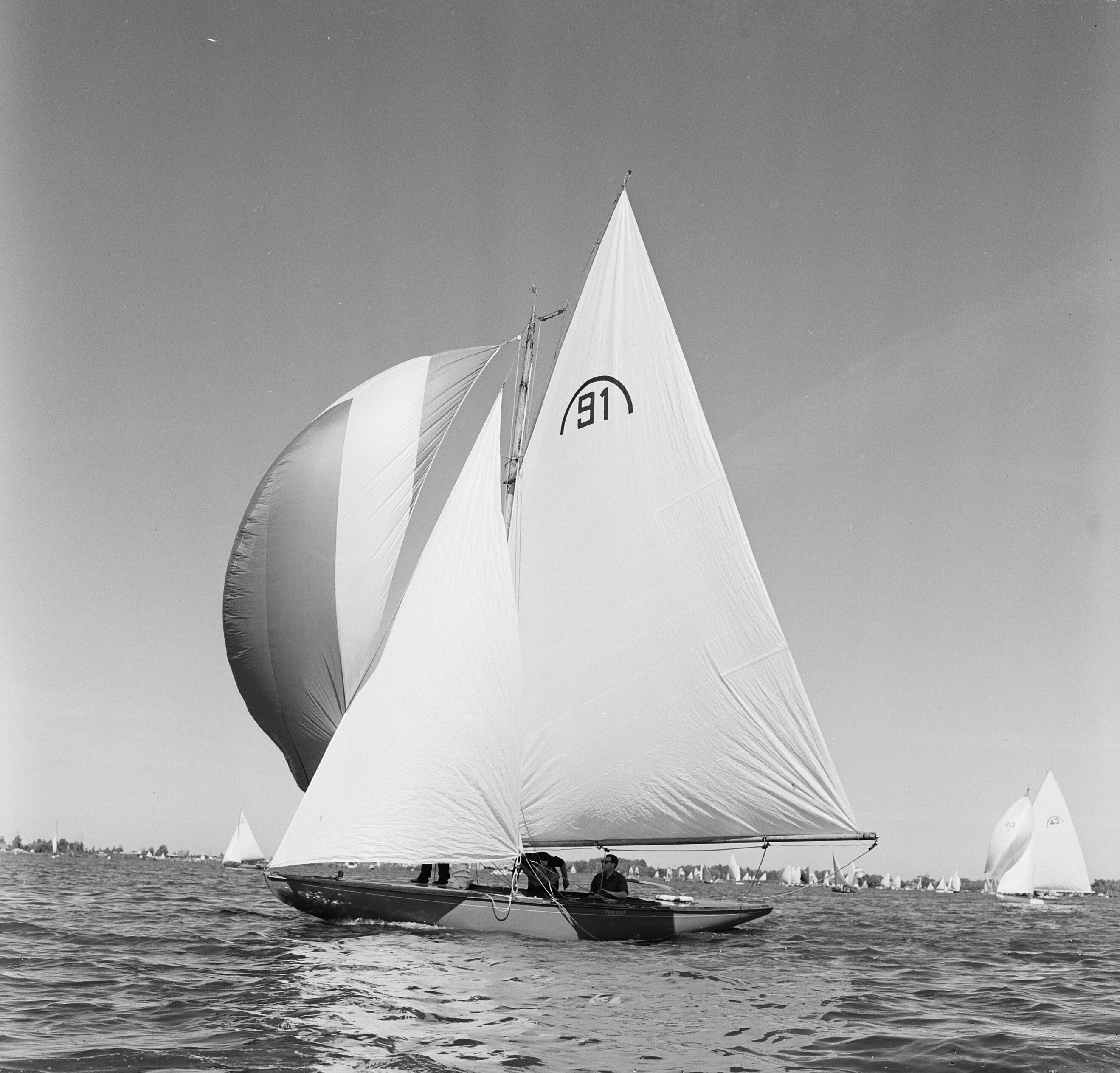
Regenboogboten voor de wind, Kaagweek, 1963

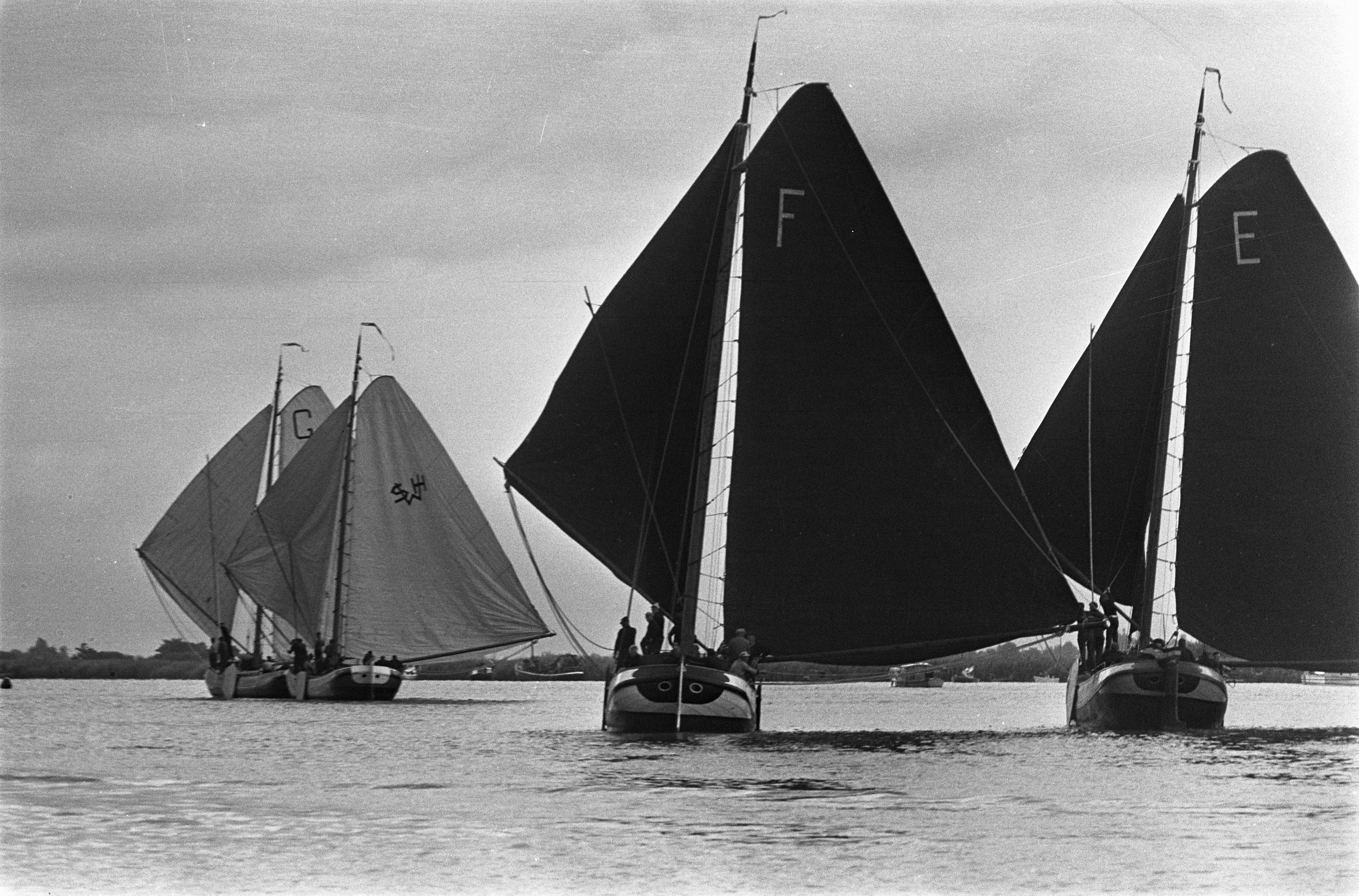
Skûtsjes voor de wind

Voor de wind is een term uit het zeilen die de richting van de boot t.o.v. de wind aangeeft. Bij een voordewindse koers komt de wind recht van achteren.
Wanneer men voor de wind vaart, komt de wind via de achtersteven binnen (tussen de 170 en 190 graden). Op de fiets zou het wind mee heten. Voor langsgetuigde schepen is voor de wind varen lang niet de snelste van alle windkoersen. Dit komt enerzijds doordat de zeilen elkaar afdekken, en anderzijds doordat de relatieve windsnelheid (de windsnelheid gemeten vanaf de boot) lager is dan bij andere koersen, aangezien de wind in dezelfde richting waait als de boot vaart, De meeste langsgetuigde zeilschepen bereiken de grootste vaart bij halve wind.
De uitdrukking het gaat iemand voor de wind betekent dat het iemand erg goed gaat, en stamt uit de tijd van de dwarsgetuigde zeilvaart.
Voor de wind is de enige koers waarin gijpen mogelijk is. Gijpen houdt in dat het grootzeil van de ene kant van de boot naar de andere kant gaat. Gebeurt dit ongecontroleerd in een klapgijp (bijvoorbeeld door een plotselinge windvlaag), dan kan dit allerlei gevaar opleveren door de met grote kracht overkomende giek. De kracht hiervan kan zelfs de mast doen breken. Gijpen is overigens alleen mogelijk op langsgetuigde schepen.
Om voor de wind minder last te hebben van gijpen kan men het grootzeil wat laten zakken en de hals wat omhoog doen. Dan ontstaat een ‘zakje’.
Bij de voordewindse koers kunnen de fok en het grootzeil over een verschillende boeg gevoerd worden. Voordeel hiervan is dat de fok uit de luwte achter het grootzeil weggehaald wordt en ook wind kan vangen. Nadeel is dat het vaak onrustiger vaart, er moet voortdurend op gijpkoers gevaren worden om te voorkomen dat de fok weer terugwaait.

## Andere koersen
Andere koersen ten opzichte van de wind zijn in de wind, aan de wind, halve wind, ruime wind.